# Cool Devices
Cool Devices (jap. クール・ディバイシス, Hepburn: Kūru Dibaishisu) ist eine Reihe japanischer Zeichentrick-Hardcorepornos, die im Westen als Hentai bezeichnet werden. Die Serie besteht aus insgesamt 11 Folgen mit einer Länge von etwa 30 Minuten und beinhaltet explizite Sexdarstellungen, wobei auch sexuelle Praktiken wie BDSM und Bondage sowie Inzest und Fetisch verwendet werden. Eine Handlung ist in den einzelnen Folgen, wenn überhaupt, nur sehr oberflächlich vorhanden. Im Vordergrund stehen hingegen diverse sexuelle Praktiken. Der Anime wurde im Jahr 1995 vom Studio Green Bunny produziert.

## Handlung der einzelnen Folgen

### Folge 1: Curious Fruit
Die junge und attraktive Ai sitzt mit ihren Freundinnen in einer Bar, als ein mysteriöses SM-Pärchen diese betritt und sich vor allen Leuten gegenseitig zu befriedigen beginnt, woraufhin sie aufgefordert werden, die Bar zu verlassen. Ai ist fasziniert von dem ungewöhnlichen Schauspiel und folgt dem Pärchen, das sie in einer dunkeln Gasse aufgreift und mit nimmt in eine bizarre Welt der Sexualität. Ai, zunächst noch entsetzt, fühlt sich immer stärker zu ihrer neuen Welt hingezogen, in der sie zu zahlreichen sexuellen Aktivitäten gezwungen wird. Am Ende ist sie es, die die Bar vom Anfang an der Seite ihres SM-Kollegen betritt und ihre Freundinnen in atemloses Staunen versetzt.

### Folge 2: Sacred Girl
Ein junger Mann lebt allein mit seiner jüngeren Schwester in einem prunkvollen Anwesen. Die Eltern der beiden Geschwister kamen vor einigen Jahren bei einem Autounfall ums Leben. Er ist voyeuristisch veranlagt und gibt Sexpartys in seinem Haus, um die Leute dann mit den im ganzen Haus installierten Überwachungskameras beobachten zu können. Die kleine Schwester ist jedoch insgeheim in ihren großen Bruder verliebt. Als die neue Hauslehrerin einzieht, kommt sie sehr schnell hinter die Machenschaften des Bruders und versucht, ihn mit seiner Schwester zusammenzubringen.

### Folge 3: Lover Doll / Winter Swimsuit / Enema
Lover Doll erzählt die Geschichte eines jungen Mädchens im Hasenkostüm, das in einem Käfig als Sexsklavin gefangen gehalten wird. Als eines Tages ein zweites Mädchen im Katzenkostüm zu ihr stößt, beginnen die beiden sofort, sich gegenseitig zu befriedigen. Doch "Herrchen" hat das gar nicht gern und als er die beiden entdeckt, wird das böse Kätzchen sofort bestraft.
Winter Swimsuit ist eine längere Sexszene, in der ein Mädchen im Badeanzug diesen von ihrem Freund Stück für Stück mit einem Messer zerschnitten bekommt und danach mit ihm Geschlechtsverkehr hat.
In Enema trifft sich ein Mädchen auf einer Schultoilette mit einem Jungen und die beiden haben neben Vaginal- auch Oral- und Analverkehr.

### Folge 4: Kirei
Die junge und naive Kirei macht zusammen mit ihrer älteren Freundin einen Ausflug auf eine sonnige Karibikinsel. Keiner der beiden ahnt, dass die Insel von lüsternen Bewohnern bevölkert ist, die reihenweise Mädchen mit Hilfe von mysteriösen Schmetterlingen anlocken, um sich anschließend an ihnen zu vergehen. Auch Kirei gerät in die Fänge dieser Männer, und als ihr Fluchtversuch scheitert und ihre Freundin in eine seltsame „Klappe“ geworfen wird, in die die Männer ihre Opfer entsorgen, wenn sie sie nicht mehr brauchen, wird sie von den Männern brutal vergewaltigt. Doch auch sie erliegt den neu entdeckten sexuellen Gelüsten, wird regelrecht süchtig danach und nimmt letztendlich denselben Weg wie all ihre Vorgängerinnen: Hinunter in die dunkle Unendlichkeit eines bodenlosen Loches.

### Folge 5: Seek I
Die Geschichte basiert auf einer Visual Novel und beginnt damit, dass ein gewöhnliches Mädchen namens Marino Okura (eine Jungfrau) von zwei jungen Männern verfolgt wird, die sich als Menschenhändler entpuppen. Nachdem sie gefangen genommen wurde, wird sie nervös und verängstigt in deren Auto gezeigt. Als sie versucht zu fliehen, wird sie zurückgezogen und in das Anwesen der Domina Saki und ihres namenlosen Meisters gebracht. Saki und ihr Meister verbringen die Episode damit, Marino zu ihrer Sexsklavin auszubilden. Dabei wird Marino gezwungen, verschiedene sexuelle Handlungen auszuführen und sich den Forderungen ihrer Meister zu unterwerfen. Im weiteren Verlauf der Episode stellt sich heraus, dass Sakis derzeitiger Meister in Wirklichkeit der Sohn ihres ursprünglichen Meisters ist, der inzwischen verstorben ist. Sakis ursprünglicher Meister verdiente seinen Lebensunterhalt als weltberühmter Fesselungskünstler. Dies war jedoch nur sein öffentliches Gesicht. Sein wahres Gesicht war das eines masochistischen weiblichen Dominators. Die Episode gipfelt darin, dass Marino in einer Zelle angekettet zurückgelassen wird, um auf ihre nächste "Sitzung" zu warten.

### Folge 6: Seek II
Diese Episode spielt während einer Sexparty anlässlich des Todestages von Sakis Meister. Saki überreicht den Gästen ein Geschenk: Marino und zwei weitere Mädchen (Momomi und Haruka), die ihnen als Sexspielzeug für den Abend dienen. Trotz der Einführung neuer Charaktere konzentriert sich diese Folge hauptsächlich auf Saki und ihre Beziehung zu ihrem früheren Meister. Szenen, in denen sich Saki an ihr S&M-Training als Kind erinnert, werden mit Darstellungen von Marino und den anderen Mädchen vermischt, die von Saki gedemütigt und gequält werden. Während Saki bei Gedanken an ihren verstorbenen Meister masturbiert, betreten die drei Sklaven den Raum, bewaffnet mit Bondage-Ausrüstung, und bringen Saki zurück in den großen Festsaal. Hier präsentiert ihr jetziger Meister Saki den Partygästen zu deren Vergnügen. Saki wird der gleichen Behandlung unterzogen, der sie zuvor die anderen Mädchen ausgesetzt hat, und wird gruppenvergewaltigt; die Episode endet damit, dass Saki in einer eigenen Zelle angekettet wird.

### Folge 7: Yellow Star
Ayana bekommt einen neuen Stiefvater und ist beeindruckt von dem muskulösen imponierenden Mann. Als die Mutter jedoch für eine Woche eine Geschäftsreise unternimmt, sieht der Vater seine Gelegenheit gekommen und betäubt Ayana mit der Droge "Yellow Star" um sie anschließend zu vergewaltigen. Er droht ihr und sie erzählt nichts von dem Missbrauch. Tag für Tag bekommt Ayana die Droge verabreicht und wird immer weiter missbraucht. Der Vater holt noch einige von seinen Freunden hinzu, die dann zu dritt über das Mädchen herfallen. Ayana, völlig verstört, beschließt, sich zu wehren und greift zur Waffe des Vaters.

### Folge 8: Slave Warrior Maya – Part 1
Maya entdeckt auf einem Jahrmarkt eine geheimnisvolle Kristallkugel. Doch als das Mädchen diese berührt, wird sie in eine fremde Welt gesaugt. Völlig verwirrt trifft sie dort auf zwei schildkrötenartige kleine Kerle, die sie auffordert, ihr zu helfen. Die beiden kleinen Kerle verlangen, dass sie sich auszieht, was sie auch tut. Dann jedoch fallen die beiden über sie her und fesseln sie. Maya wird auf einem Jahrmarkt an einen mysteriösen dunklen Koloss versteigert, der sie auf sein Schloss schaffen lässt. Er hat bereits Pläne mit ihr, will er sie doch zu seiner Sexsklavin machen.

### Folge 9: Slave Warrior Maya – Part 2
Maya wird aufs Furchtbarste gequält; Tentakel und diverse andere schleimige Dinge werden ihr in Körperöffnungen eingeführt und zudem noch einen Penis aus ihrer Vagina wachsen lassen, bevor sie nackt an die kalten Wände eines dunklen Kerkers gekettet wird. Dort erhält sie Besuch von einem Dienstmädchen, das Mitleid für sie empfindet und ihr zur Flucht verhelfen will. Doch dies scheitert und Maya und die Dienerin werden zurück aufs Schloss gebracht. Dort wird die Dienerin von Dämonen vergewaltigt, während Maya eine Art schleimiger Wurm in die Vagina eingeführt wird, der sie völlig willenlos macht. Die vollkommen betäubte und willenlose Maya lässt sich von der Dienerin, die ihr zur Flucht verhelfen wollte, oral befriedigen und vergewaltigt sie anschließend.

### Folge 10: Binding
Ein Schriftsteller, der in einem Zug unterwegs ist, träumt von einem Mädchen. Doch dann stoppt der Zug; auf Grund eines Erdbebens ist er gezwungen, in einem verschlafenen Dorf Rast zu machen. Am Bahnhof begegnet er dem Mädchen aus seinem Traum, das ihn zu sich nach Hause einlädt. Dort angekommen stellt er fest, dass das Haus ausschließlich von Frauen bevölkert wird. Bereits in der ersten Nacht fällt eine von ihnen über ihn her und auch am nächsten Tag hat er Geschlechtsverkehr mit fast allen der Frauen im Haus, die sich seltsam willig geben. Nur eine will nichts von ihm wissen: Das Mädchen aus seinem Traum.

### Folge 11: Fallen Angel Rina
Rina ist eine erfolgreiche Sängerin und ein gefeierter Popstar. Als ihr Vater jedoch überraschend im Sterben liegt, treten ihre neuen Manager auf den Plan. Sie versprechen Rina, ihren Vater zu retten, jedoch sei die Behandlung sehr teuer und so müsse Rina ihre Karriere etwas umstellen. Was harmlos beginnt, stellt sich bald als ein perverses Spiel heraus. Rina wird zunächst noch in ausgiebigen Outfits fotografiert, doch dann verlangt man von ihr eine Pornokarriere zu starten. Das unschuldige Mädchen rutscht immer tiefer in den Sumpf aus Perversion und Sex.